# Somewhere Else (굿 플레이스)
"Somewhere Else"(넷플릭스 제목: 다른 곳에서)는 미국의 판타지 코미디 텔레비전 시리즈 《굿 플레이스》 두 번째 시즌의 열세 번째이자 마지막 에피소드이다. 시리즈 전체로 따지면 26번째 에피소드로, 마이클 슈어가 감독과 각본을 맡았으며 2018년 2월 1일에 NBC에서 처음 방영되었다.
"Somewhere Else"에서는 네 사람이 사후 세계에 대한 기억 없이 지구로 돌아가게 되는 내용을 다룬다. 마이클과 재닛은 네 사람의 발전 과정을 계속해서 관찰한다. 특히 거의 죽을 뻔한 경험을 한 이후 개과천선하기 위해 노력하는 엘리너의 이야기에 초점을 맞추고 있다. 시간이 지남에 따라 착하고 정직하게 살려는 엘리너의 열정이 사그라들지만, 마이클의 비밀스러운 방문으로 인해 치디의 강연을 접하게 되면서 엘리너는 다시 동기부여를 받는다.
이 에피소드는 첫 방영 당시 319만 명의 시청자를 기록했으며, 비평가들 사이에서 호의적인 평가를 받았다. 일부 평론가들은 이 에피소드가 상대적으로 유머가 부족하다고 지적했지만, 대다수의 평론가들은 에피소드의 주제와 메시지, 그리고 《굿 플레이스》 시리즈가 시즌 3으로 넘어가면서 어떻게 새롭게 변화했는지에 대해 긍정적인 반응을 보였다. 방영 후 시간이 흐른 뒤에도 긍정적인 평가가 이어지고 있으며, 이 시리즈의 최고 에피소드 중 하나로도 꼽히고 있다.

## 줄거리
배드 플레이스로부터 돌아온 마이클(테드 댄슨)은 젠 판사(마야 루돌프)에게 네 사람이 사후 세계에서 발전하는 모습을 보여주었다고 설명하고, 이러한 점이 지구에서 인간들의 행동을 가지고 점수를 매기는 시스템이 잘못되었다는 점을 보여준다고 주장한다. 마이클과 젠 둘 사이에서 해결책을 논의하는 동안 재닛(다시 카든)은 제이슨(매니 저신토)에게 그를 향한 자신의 감정을 고백하고, 이에 영향을 받은 치디(윌리엄 잭슨 하퍼)는 엘리너(크리스틴 벨)에게 키스를 한다.
돌아온 마이클과 젠은 네 사람이 미디엄 플레이스에 있는 각자의 장소에 있는 동안 최대 백만 년이 될 때까지 해결책을 찾자는 제안을 한다. 엘리너는 이러한 제안이 불공평하다고 반발하지만. 젠은 네 사람이 도덕적 보상을 기대했기에 행동이 개선되었을 뿐이라고 확신한다. 마이클은 네 명이 옳은 방향으로 떠밀렸다면 착한 사람이 되었을 것이라는 새로운 생각을 떠올리게 된다. 젠은 이에 마지못해 동의하면서 네 사람의 기억을 초기화시킨다.
엘리너는 자신이 죽기 직전 시점의 지구로 돌아오지만, 그 순간에 모르는 사람 덕분에 절체절명의 순간을 피한다. 자칫 죽을 수도 있었던 위기를 겪은 후 엘리너는 더 나은 사람이 되기로 결심한다. 옳지 못한 방법으로 돈을 버는 제약 회사 일을 그만두고 환경 단체에 가입하며, 삶 전반에 걸쳐 좀 더 정직하게 살려고 노력한다. 한동안 엘리너는 잘 지내는 것처럼 보였지만, 자신의 룸메이트에게 자신이 했던 나쁜 행동을 고백한 후 룸메이트가 자신을 내쫓으면서 점점 불행해진다. 또한 환경 단체에 대한 사람들의 무관심에 좌절하며 일에 대한 흥미를 잃기 시작하고, 결국에는 그 일을 그만두고 대신에 친구와 함께 콘서트에 간다.
엘리너는 예전의 생활 방식으로 돌아간다. 사후 세계에서 엘리너의 행동을 계속 관찰하고 있던 마이클과 재닛은 치디의 존재 없이는 엘리너가 변하지 않을 거라는 사실을 깨닫지만, 젠은 지구에서의 일에 개입하는 걸 금지하고 있다. 할 수 없이 마이클은 몰래 지구로 가서 엘리너 앞에서 바텐더로 등장한다. 엘리너가 착하고 정직하게 사는 삶에 대한 어려움을 토로하자, 마이클은 엘리너에게 자신의 양심의 소리에 귀를 기울이라고 조언하며 "우리가 서로에게 진 의무는 뭘까?"라고 묻는다. 엘리는 이 질문을 온라인에서 검색해보다가 치디의 강의를 발견하게 된다. 강의에서 깊은 영감을 받은 엘리너는 치디를 만나기 위해 오스트레일리아로 날아가고, 이에 마이클은 기뻐한다.

## 제작
《굿 플레이스》 시리즈의 제작자인 마이클 슈어는 《롤링 스톤》과의 인터뷰에서 주인공 네 사람이 지구로 돌아가는 전개를 선택한 이유는 네 사람이 개과천선한 모습이 실제 지구에서도 똑같이 일어날지는 확실하지 않았기 때문이라고 이야기했다. 슈어는 "발전하는 모습을 보여주기 전의 시점으로 그들을 돌려보내고, 죽을 뻔한 경험을 통해 네 사람의 발전 가능성을 확인해보는 것이 자연스러운 선택으로 보였다."고 설명했다.
마이클이 바텐더로 등장하는 장면은 테드 댄슨이 《치어스》에서 맡았던 샘 멀론 역할을 연상시켰기에 여러 평론가의 눈길을 끌었다. 댄슨은 이러한 설정을 제안한 슈어의 아이디어에 동의했고, 슈어는 특히 이 장면에서 댄슨이 라임을 자르고 수건을 어깨에 걸치는 내용의 각본을 썼다. 이 에피소드 후반부에서 치디는 영어로 연설을 하는데, 치디는 드라마 설정상 프랑스어를 사용하는 인물이었고 이에 윌리엄 잭슨 하퍼가 악센트를 사용한 버전 또한 녹음했지만 슈어는 혼란을 방지하기 위해 하퍼의 평소 목소리를 사용하기로 결정했다.

## 반응

### 시청률
2018년 2월 1일에 첫 방영된 "Somewhere Else"는 미국에서 319만 명의 시청자가 시청했으며, 18세~49세 시청자층에서 1.1의 시청률을 기록했다. 동 시간대에 방영된 프로그램 중에서 《영 쉘든》, 《그레이 아나토미》, 《더 포: 배틀 포 스타덤》에 이어 4위의 시청률을 기록했다. 일주일 간의 DVR 시청자 수와 시청률을 합산한 결과로는 총 495만 명이 시청했으며, 18세~49세 시청자층에서 1.9의 시청률을 기록했다.

### 평가
"Somewhere Else"는 많은 비평가들 사이에서 극찬을 받았다. 《배너티 페어》의 로라 브래들리는 이 에피소드의 낙관적인 메시지와 주인공들의 성장을 높이 평가하면서, 이 에피소드가 시즌 1의 마지막 에피소드의 큰 반전과는 정반대였지만 "그때만큼, 어쩌면 그보다 더 만족스러웠다."고 이야기했다. 《엔터테인먼트 위클리》의 대런 프래니치 역시 비슷하게 이 에피소드의 반전을 호평하며 "냉소적이면서도 희망적이며, 모든 위대한 철학을 시트콤으로 재해석하려는 시도"라고 평했다. 앨런 세핀월과 켈리 롤러는 각각 업록스와 《USA 투데이》에 실은 리뷰에서 이 에피소드가 유머에 중점을 두지는 않았지만 드라마가 전개되는 새로운 토대를 만들어내 만족스럽다고 평했다. 세핀월은 이 드라마에서 반전을 어떻게 풀어낼지 걱정을 표현하기도 했지만, "슈어와 제작진이 이 시리즈를 잘 이끌어 갈 것이라는 믿음이 생겼다."고 덧붙였다. 《GQ》의 스콧 메슬로 역시 《굿 플레이스》가 갖고 있는 고차원적인 전제를 "사람에게 왜 관심을 가지는 것이 중요한지 풀어내는 매우 인간적인 이야기"로 만들어내는 능력을 믿는다."고 이야기했다.
복스의 캐롤라인 프램크는 이 에피소드를 분석하면서, 주인공 네 명이 지구로 돌아왔거나 또 다른 가상 세계 속에 있다는 두 개의 이야기 흐름 중 하나를 생각해봤지만 두 가지 전개 모두 설득력 있었던 점이 흥미롭다고 이야기했다. 인디와이어의 스티브 그린은 이번 시즌의 마무리를 통해 누군가가 알아주거나 보상을 받을 것을 기대하지 않고 그저 좋은 일을 하는 것이라는 이 드라마의 주제 의식이 강화되었다고 평했다. 일부 평론가들은 이 에피소드와 로스트의 마지막 시즌 모두 등장 인물들을 새로운 타임라인에 배치하고 자기 성장을 드라마의 주제로 다뤘다는 점에서 둘을 비교했다. 실제로 로스트의 공동 제작자인 데이먼 린들로프는 슈어에게 《굿 플레이스》 기획 당시 슈어에게 조언을 했었고, 인디와이어에서는 이 에피소드에 린들로프를 위한 이스터 에그가 있었음을 주목하기도 했다. 이 에피소드와 비교 대상이 된 다른 작품으로는 《인라이튼드》, 《레프트오버》, 《소프라노스》 등이 있다.
첫 방영 직후가 아닌 시간이 흐른 이후에도 "Somewhere Else"는 《굿 플레이스》 시리즈의 최고의 에피소드 중 하나로 꼽히고 있다. 프래니치는 이 시리즈의 마지막 회인 "Whenever You're Ready"에 대한 리뷰에서 "인간의 연약함을 깊게 탐구한 "Somewhere Else"를 그동안의 굿 플레이스의 에피소드 중 최고"로 평가하면서, 이 에피소드 이후로는 이야기가 너무 비현실적인 방향으로 전개되었다고 보았다. 더 버지의 조슈아 리베라 또한 이 에피소드를 "굿 플레이스의 스토리텔링 능력의 정점"이라고 평했다. 시리즈 마지막 회를 앞두고 링거에서는 《굿 플레이스》의 모든 에피소드에 순위를 매겼는데, 여기서 "Somewhere Else"는 "매우 똑똑한 각본"과 철학적인 주제, 에피소드 내에서 이야기 전개의 재구성 등으로 호평을 받으며 12위에 위치했다. 덴 오브 긱에서는 "Somewhere Else"를 2018년 최고의 텔레비전 에피소드 중 하나로 선정했으며, 앨릭 보잘라드는 이 에피소드를 "영리한 이야기 전개와 감동이 균형 있게 잘 어우러졌다."고 이야기했다.